# Roder

Roder och dess infästning från tidiga medeltid. 1 Roderblad. 2 Fingerling (engelska: rudder pinlet), roderbeslag på själva rodret. 3 Rormalja, beslag på båtskrovet. 4 Akterstäv 5 Bordläggning

Roder är en vridbar fenformad anordning för att ändra en farkosts riktning när den gör fart genom vatten eller luft. I utvidgad betydelse kan det även syfta på hela styranordningen, från styrfenan till rorkult/ratt.

## Olika farkoster

### Båtar och fartyg
Ett roder är fäst i en båt eller ett fartygs akterstäv eller hjärtstock. Även andra konstruktioner finns, beroende på den enskilda farkostens utformning. De äldsta kända rodren är sidoroder eller styråror, som finns avbildade från tidig dynastisk tid i Egypten. I Skandinavien har man använt styråra på vikingatidens skepp; första kända båtfyndet är Nydamskeppet som var ett skepp för rodd. Det tidigaste nordiska båtfynd som var utrustat med roder monterat med roderbeslag på akterstäven (stävroder) är kalmarbåten från mitten av 1200-talet. Den genom Hansan spridda koggen, en annan båttyp med stävroder, hade då redan sjösatts.
Skillnaden mellan ett roder och en styråra är att den förra är fast monterad i skrovet, medan den senare endast ligger an mot en årtull.
Vindsurfingbrädor saknar roder. Dessa styrs genom att seglet vinklas framåt för att falla av (styra från vinden) och bakåt för att lova (styra mot vinden).

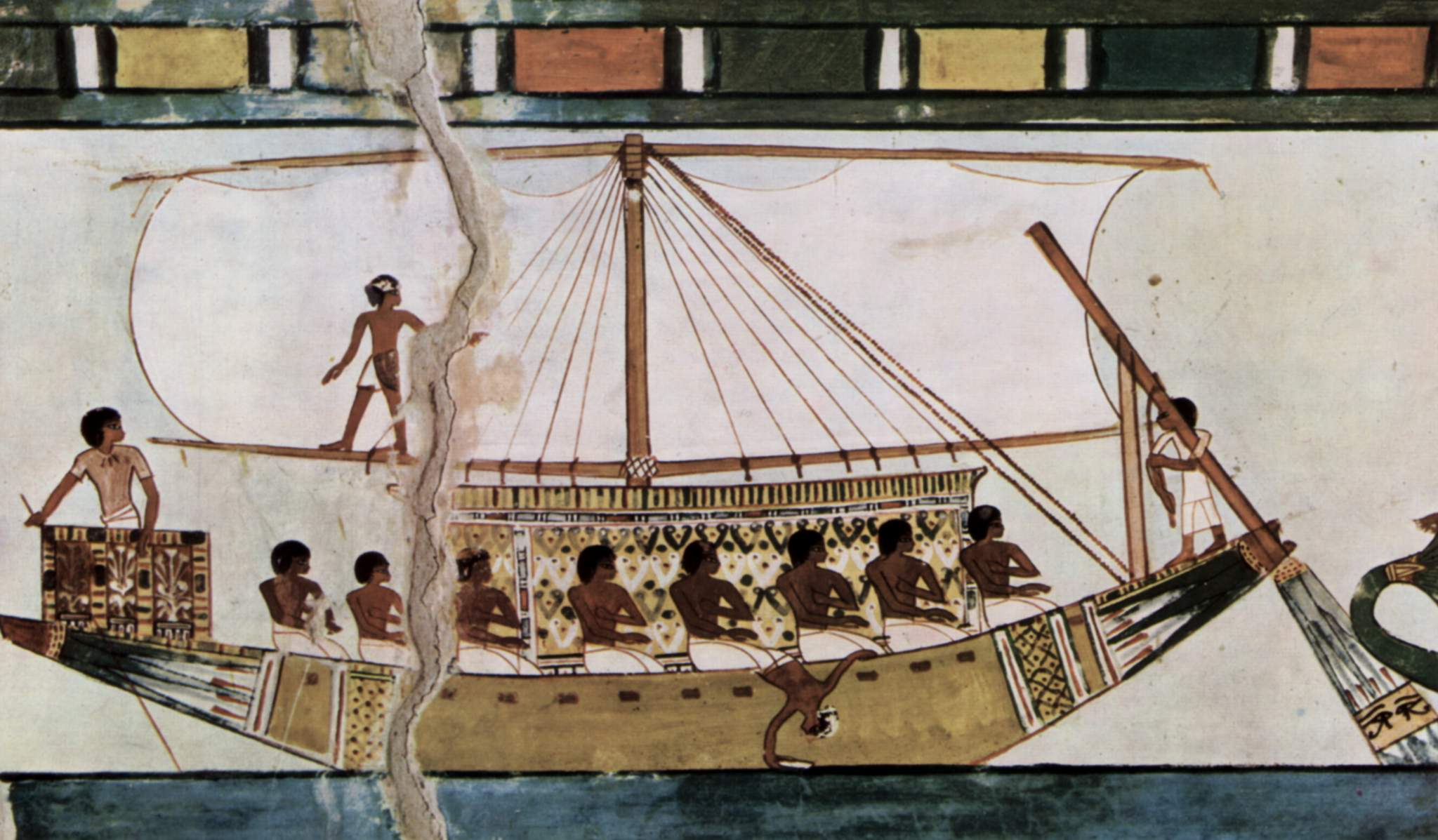
Akterroder[källa behövs] på ett Egyptiskt Nilfartyg, målning från en gravkammare i Menna 1422–1411 f.Kr.
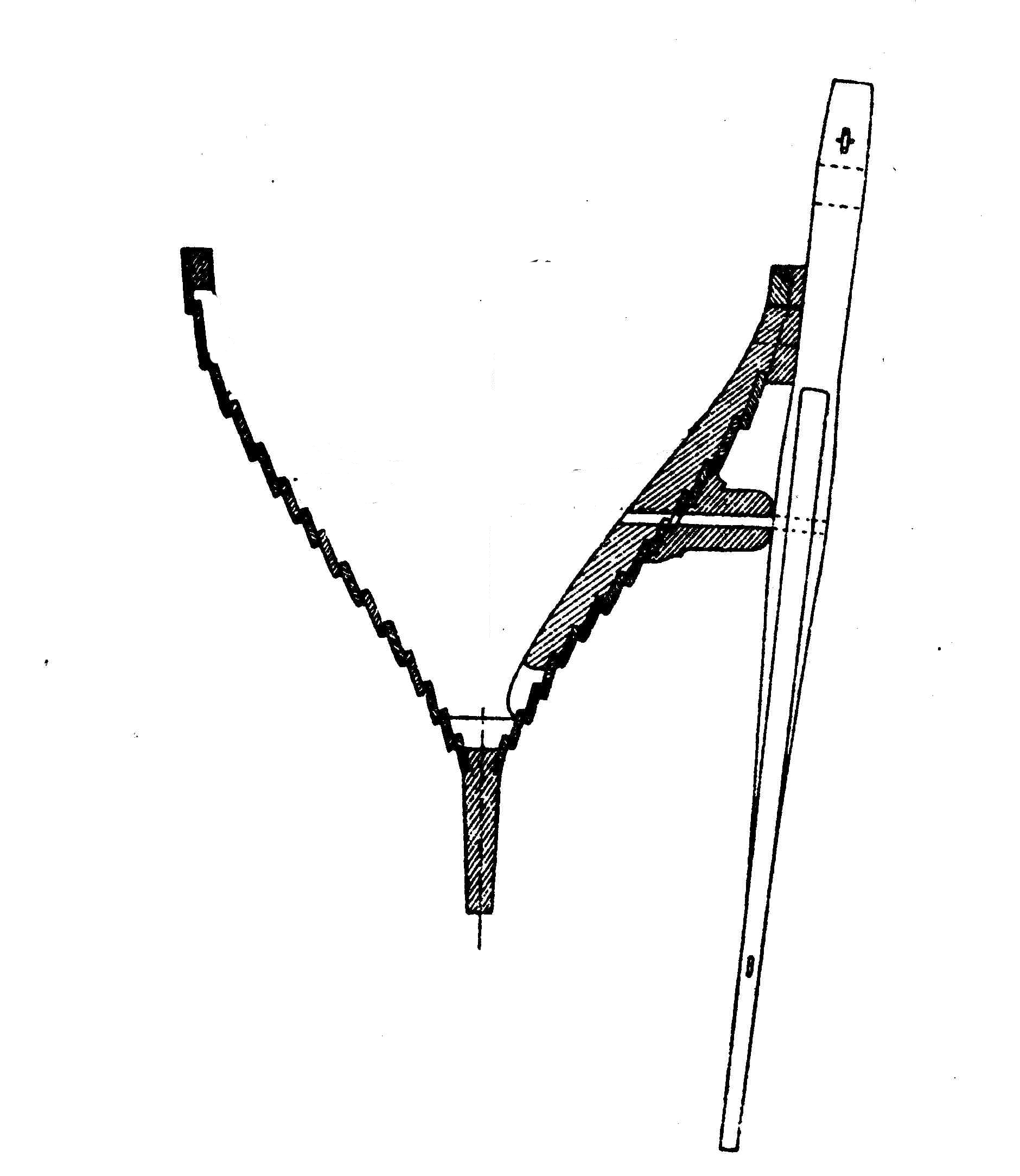
Sidoroder eller styråra på ett vikingatida skepp.
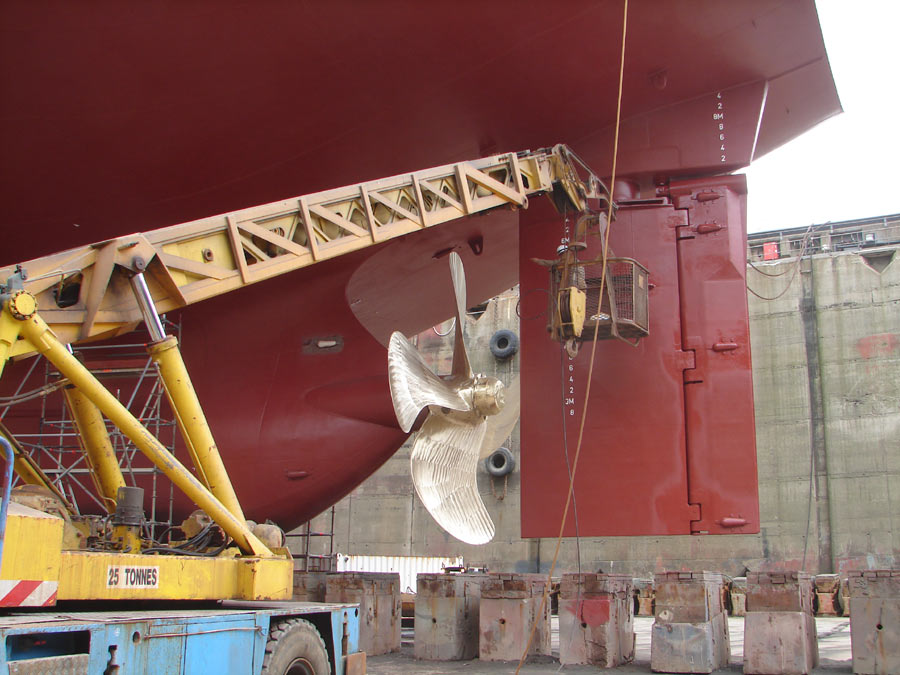
Modernt fartygsroder.

### Ubåtar
Ubåtar har både sido- och djuproder; djuproder används vid justering av djupet och sidoroder som på ett ytfartyg. Vissa ubåtar har istället för traditionella sido- och djuproder kryssroder, där alla fyra rodren används vid alla manövrar. Fördelar med kryssroder jämfört med traditionella plusroder inkluderar ökad redundans och mindre risk för roderskador vid intagande av och lättning från bottenläge.

### Flygplan

A) Skev-, C) höjd- och D) sidroder. B) Styrspak.

Flygplan och en del andra luftfarkoster har lodräta sidroder och vågräta höjdroder i stjärten samt skevroder på vingarna som påverkar luftströmningen. Farkosten ändrar riktning i förhållande till sin längdaxel vid vinkling av dess roder i luftströmmen i förhållande till flygplanets längdaxel.

## Utvidgad betydelse
Roder kan också, i utvidgad betydelse, syfta på hela styranordningen, från styrfenan till rorkulten/ratten/styrspaken som styrman/pilot håller i. I överförd mening används ordet också för styrning i allmänhet.

## Aktivroder
Aktivroder är ett roder försett med en elektrisk motor, som driver en mindre propeller vid rodrets akterkant. Detta ger ett fartyg en förbättrad styrförmåga vid låga farter. Sedan bogpropellrar blivit vanligare, utnyttjas sällan aktivroder.